# Sông Supii
Supii (tiếng Ukraina: Супій) là một sông chảy tại Ukraina, dài 130 km, là một phụ lưu tả ngạn của sông Dnepr. Sông Supii khởi nguồn tại huyện Nizhyn, tỉnh Chernihiv. Sông đổ vào hồ chứa nước Kremenchuk.
Sông được đề cập trong các biên niên sử cổ đại của Nga, đặc biệt sông là biên giới của các thân vương quốc Chernigov và thân vương quốc Pereyaslavl, cũng như biên giới của Ruthenia và vùng Cánh đồng hoang Ukraina.
Diện tích lưu vực sông là 2000 km², thung lũng sông có chiều rộng phổ biến là 1,3–3 km và sâu 2–8 m (có thể lên đến 20 m). Sông bắt nguồn từ một đầm lầy và chảy qua vùng đất thấp Dnepr. Sông có độ dốc thoai thoải, vùng bãi bồi thường sình lầy, chiều rộng trung bình 0,5–1 km. Sông được kênh hóa gần như xuyên suốt dòng chảy. Độ dốc của sông là 0,35 m/km. Nước sông đến từ nhiều nguồn, chủ yếu là từ tuyết tan. Sông đóng băng vào cuối tháng 11, tan băng vào nửa cuối tháng 3. Có một hồ chứa nước (hồ Supii). Sông được sử dụng để cung cấp nước
Phụ lưu hữu ngạn là Malyi Supii, Saha, Supiiets, phụ lưu tả ngạn là Irzhavets, Butovshchyna, Kovraiets. Thành phố Yahotyn nằm ven sông.